# Selección juvenil de rugby de Papúa Nueva Guinea
La selección juvenil de rugby de Papúa Nueva Guinea también conocida como Pukpuks es el equipo nacional de rugby regulada por la Papua New Guinea Rugby Football Union (PNGRFU). Ha participado en el Trofeo Mundial para menores de 20 años en dos oportunidades.

## Uniforme
Los uniformes de la selecciones de rugby de Papúa Nueva Guinea usan los tres colores de su bandera. Son el rojo, negro y amarillo en forma alternada tanto para camiseta, shorts y medias.

## Participación en copas

### Trofeo MundialM20
- Kenia 2009: 6.º puesto[1][2]
- Rusia 2010: 8.º puesto (último)[3]

### Oceania Junior TrophyM20
- Oceania Junior Trophy 2015: 3.º puesto[4]
- Oceania Junior Trophy 2016: no participó[5]